# ボスポラス砲撃 (1915年4月)
1915年4月のボスポラス砲撃（ボスポラスほうげき、ロシア語: Бомбардиро́вка Босфо́ра в апре́ле 1915 го́да）は、第一次世界大戦中にロシア帝国黒海艦隊がボスポラス海峡の黒海側入り口で実施したオスマン帝国領への砲撃作戦である。

## 概要
1915年4月18日、黒海艦隊はセヴァストーポリを出港した。連合艦隊は通常編成で、戦列艦エフスターフィイを先頭に、イオアン・ズラトウースト、パンテレイモン、トリー・スヴャチーチェリャ、ロスチスラフ、巡洋艦カグール、パーミャチ・メルクーリヤ、水上機を搭載したアルマースと水上機輸送艦ニコライ1世、9 隻の艦隊水雷艇、それに4 隻の掃海艦からなっていた。翌19日午前5時15分、艦隊は待望の海峡を視認した。今回は天候は明るく、視界は良好であった。
7時、黒海艦隊司令官A・A・エベルガールト海軍中将の命によってニコライ1世は水上機を降ろした。今回彼らに与えられた任務は偵察だけであったので、航空機は1 機ずつ順番に出撃させることとなった。
7時15分、司令官はトリー・スヴャチーチェリャとパンテレイモンを砲撃のための指定位置へ分派することを命じた。しかしながら、掃海艦が掃海具を設置するのに手間取ったため、砲撃グループの出発は8時40分になった。帰還した航空機の知らせるところによれば、海峡には1 隻も敵艦は見当たらず、ただルメリフェネリに潜水艦が1 隻見つかったのみであった。
9時47分、距離58 鏈から戦列艦はエルマス岬の砲台に対する砲撃を開始した。両艦は6 knの速度で進みながら、アナトリア半島沿岸の砲台を順々に砲撃していった。その後、キリイ砲台への砲撃も実施した。
10時40分、艦上から潜水艦の潜望鏡の跡と見られる小波が発見された。それは、砲撃グループに向かって移動していた。戦列艦から速やかに152 mm砲が発射され、小波は見えなくなった。興味深いのは、この小波はどう考えても潜水艦のものとはいえないということである。なぜなら、ボスポラスに最初のドイツ潜水艦が到着したのは6月になってからのことであったからである。さらに、ドイツ潜水艦が初めて黒海に進出したのは、7月5日のことであった。従って、ロシア艦が砲撃を加えたのはイルカの群であったろうと考えられる。
キリイへの砲撃を完了すると、艦は砲撃を繰り返すため逆方向へ進路を取った。今度は、オスマン帝国の砲台も反撃を試みた。しかしながら、彼らは最低限の成功も収めることができなかった。すべての砲弾は、目標より15から20 鏈は手前に落下した。戦列艦は砲撃を繰り返したあと、11時45分に連合艦隊と合流した。
砲撃は、2時間15分にわたって続けられた。戦列艦からは166 発の305 mm砲弾と528 発の152 mm砲弾が発射された。砲台のひとつからは爆発が観測され、その後に大規模な火災が発生した。
ボスポラス堡塁への砲撃と並行して、巡洋艦カグールとパーミャチ・メルクーリヤは石炭地区の港湾を偵察し、発見したオスマン帝国船を殲滅するよう命を受けた。両艦が発見したのはコズル地区に停泊していた蒸気船ネカトだけで、これに斉射を浴びせて撃沈した。
翌3日、エベルガールトは砲撃のために古い戦列艦トリー・スヴャチーチェリャと弱い戦列艦ロスチスラフだけを派遣した。潜水艦の出現を予見して、彼はより新しい戦列艦パンテレイモンにリスクを犯させるのを避ける決断をしたのである。艦により大きな速力を持たせるため、砲撃グループには速度の遅い掃海艦をつけないことにした。掃海艦は艦隊水雷艇に護衛されて前もってボスポラスへ向けて送り出され、砲撃予定地区周辺の機動海域で準備を整えた。
ニコライ1世から飛び立った水上機は、海峡を偵察して敵艦が発見されないことを報告した。しかしながら、次第に漣が大きくなり、9時25分には水上機輸送艦がこれ以上の航空機の発進は不可能であると報告した。このときすでに、水上機1 機が海面へ降ろす際に損傷を負っていた。そのうえ、ボスポラスから戻った第二の航空機は海峡には濃霧が立ち込め、どのような観測も不可能であると報告した。
エベルガールトは、もっと天候の好転を待つことに決めた。実際、11時には霧は消え始め、漣もやや収まってきた。掃海グループの指揮官は2つの海域で準備を終え、戦列艦を所定の砲撃位置まで先導するために艦隊水雷艇ゾールキイを差し向けた。12時45分、水上機輸送艦は再び航空機を離水させた。航空機は、オスマン帝国艦船が付近には1 隻もいないことを確認した。
14時40分、戦列艦は砲門を開いた。あまり予期していなかったことに、巡洋艦カグールが姿を現して新しい砲台の在り処を知らせた。艦隊司令官は砲撃で以ってその位置を示した。トリー・スヴャチーチェリャは152 mm砲で秘密の砲台を砲撃し、ロスチスラフは主砲の254 mm砲を発射した。砲撃は16時10分まで続けられ、その間に合わせて29 発の254 mm砲弾と132 発の152 mm砲弾が消費された。砲撃の正確な結果は、知ることができなかった。
一方、別動隊は遙かに大きな戦果を挙げていた。巡洋艦カグールはルメリア沿岸で2 隻の帆船を撃沈した。また、カグールはイタリアの蒸気船アマリアを拿捕し、その積荷である樽詰の灯油を押収した。この船は、コンスタンツァからコンスタンチノーポリへ向かっていた。蒸気船はセヴァストーポリへ送られ、船員は捕虜とされた。艦隊水雷艇グネーヴヌイとプロンジーテリヌイは、エレグリにて蒸気船エシルリマクとモルナを砲撃し、これを撃沈した。巡洋艦パーミャチ・メルクーリヤもまた、いくつかの目標を撃沈した。この間、オスマン帝国の首都に石炭を届けていた運搬システムは麻痺させられた。この砲撃が、オスマン帝国の主力艦ヤウズ・スルタン・セリムを黒海へ招き入れ、ロシア艦隊との衝突を生む遠因なった。
ボスポラス砲撃は示威的な作戦として計画され、実際その程度に留まったと結論付けられる。取り立てて言うほどの戦果は何も挙げられなかった。もしロシア艦隊の作戦行動を連合国によるダーダネルス海峡での作戦と比べたら、その規模と緊迫感においてまったく違うものであったと指摘される。問題は、連合国司令官J・デ・ローベク麾下の艦船がエベルガールト麾下の艦船より4倍は大きかったということだけに留まらない。砲撃は、たったの2時間、5 隻のうちわずか2 隻の装甲艦によって実施されただけであった。尤も、イギリス艦隊と違い、ロシア艦船はボスポラスを突破する準備をしていたわけではなかった。ただ、この作戦が何か実際的に重要なものであったとは言えない、というだけである。とはいえ、すでに指摘したように、ヤウズ・スルタン・セリムを招き寄せたという、ボスポラス砲撃によって間接的に引き起こされた結果は、砲撃そのものによって齎された効果に比べ遙かに重大なものであった。
連合艦隊は最終的に3 隻の蒸気船と5 隻の帆船を撃沈し、4月23日にセヴァストーポリへ帰港した。